# 哥白尼纪念碑 (托伦)

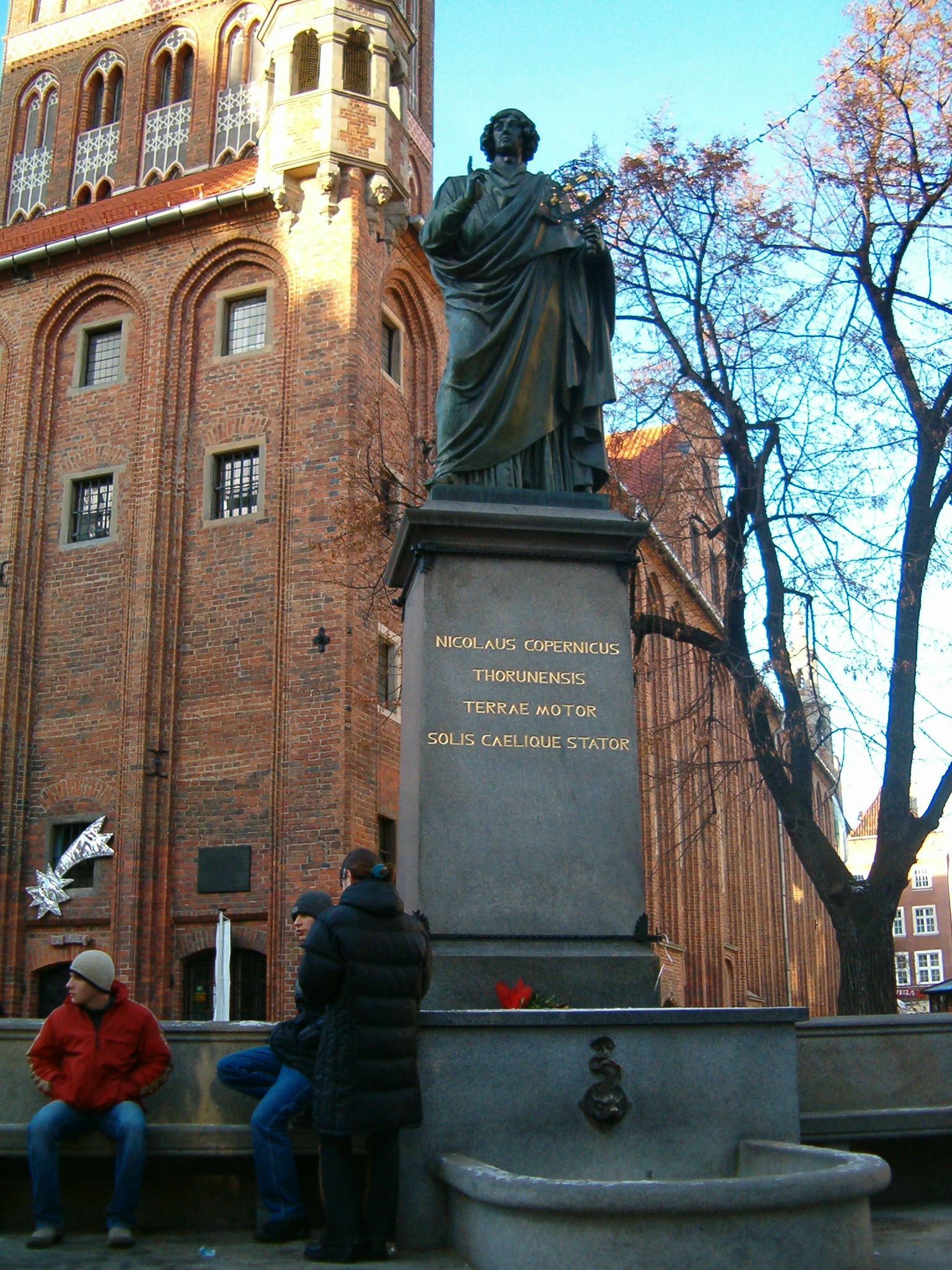

哥白尼纪念碑（Pomnik Mikołaja Kopernika）位于天文学家哥白尼的故乡波兰托伦，立于1853年。

## 规划
普鲁士国王腓特烈大帝(1712–1786)打算 在弗龙堡哥白尼的坟墓上竖立一座纪念碑，但无法确定坟墓的位置。
哥白尼（1473–1543）住在波兰的托伦。18世纪末，波兰遭瓜分，托伦归属普鲁士。从1807年到1813年，这座城市属于华沙公国，由弗里德里希·奥古斯特一世 (萨克森国王)统治。哥白尼纪念碑由波兰 科学家和哲学家斯坦尼斯瓦夫·斯塔西奇规划，他听说拿破仑在1807年访问托伦时，对那里没有哥白尼纪念碑表示惊讶。波兰罗马天主教神职人员同样支持修建纪念碑。1809年，拿破仑委托贝特尔·托瓦尔森 在斯塔西奇的倡议下，为纪念碑奠基。然而，当时负责该市的普鲁士当局不会批准纪念碑的全面建设。.拿破仑的失败结束了华沙公国的存在，恢复了普鲁士当局对托伦的全面控制，并推迟了托伦纪念碑项目，最终迫使斯塔西奇将地点改为俄国统治下的华沙，1830年完成贝特尔·托瓦尔森设计的华沙哥白尼纪念碑。
拿破仑战争后，托伦成为普鲁士王国的一部分，当地的德国公民为该纪念碑进行了竞选，并获得了批准，该纪念碑最终于1853年在该城市竣工。

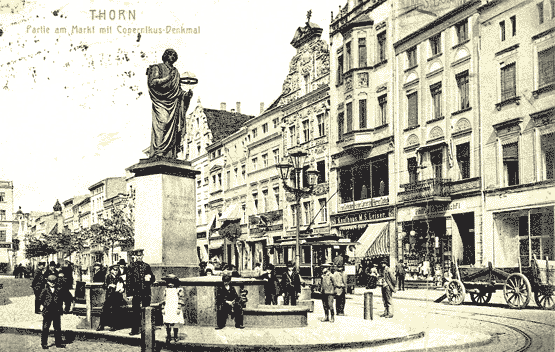

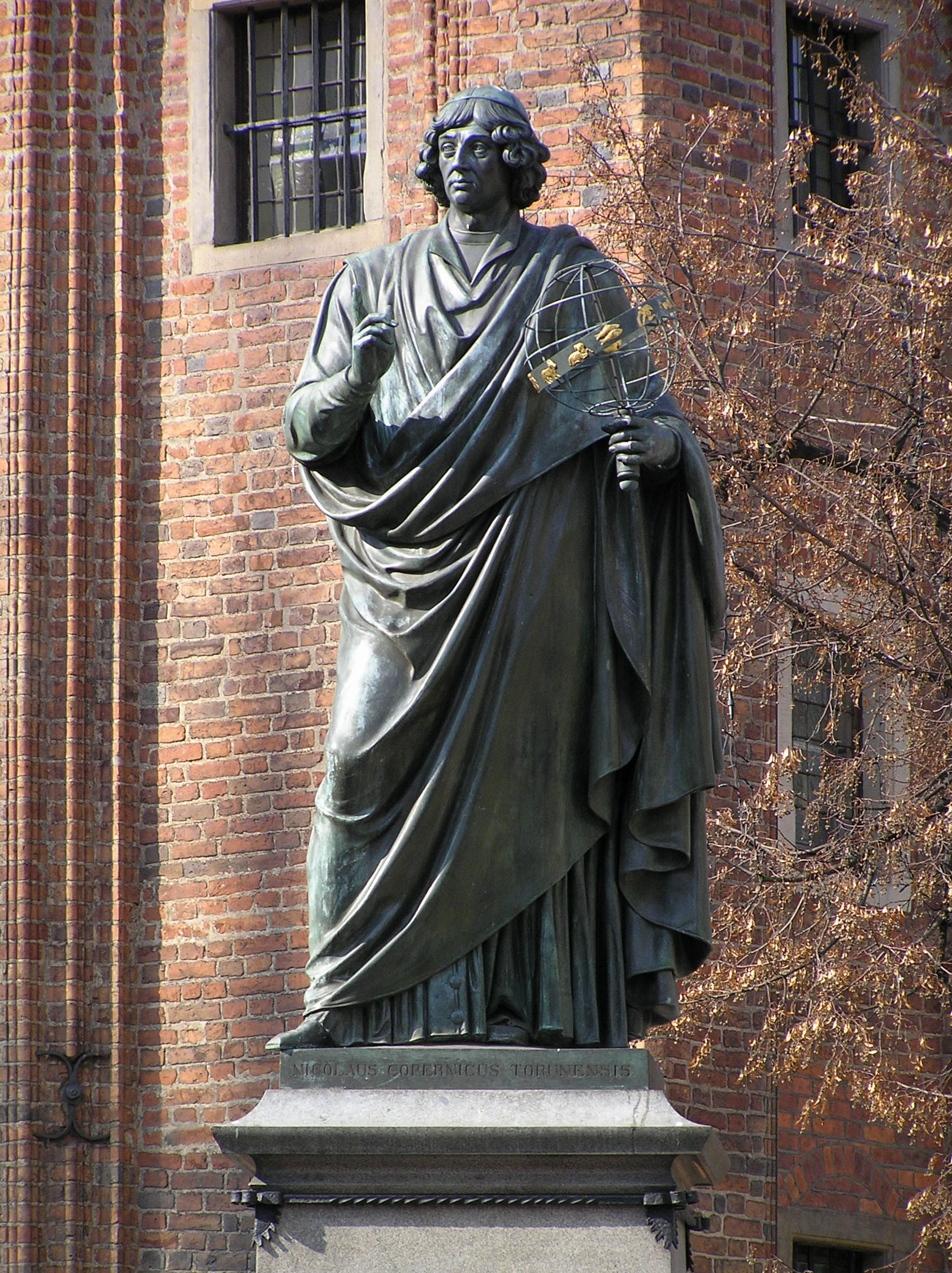
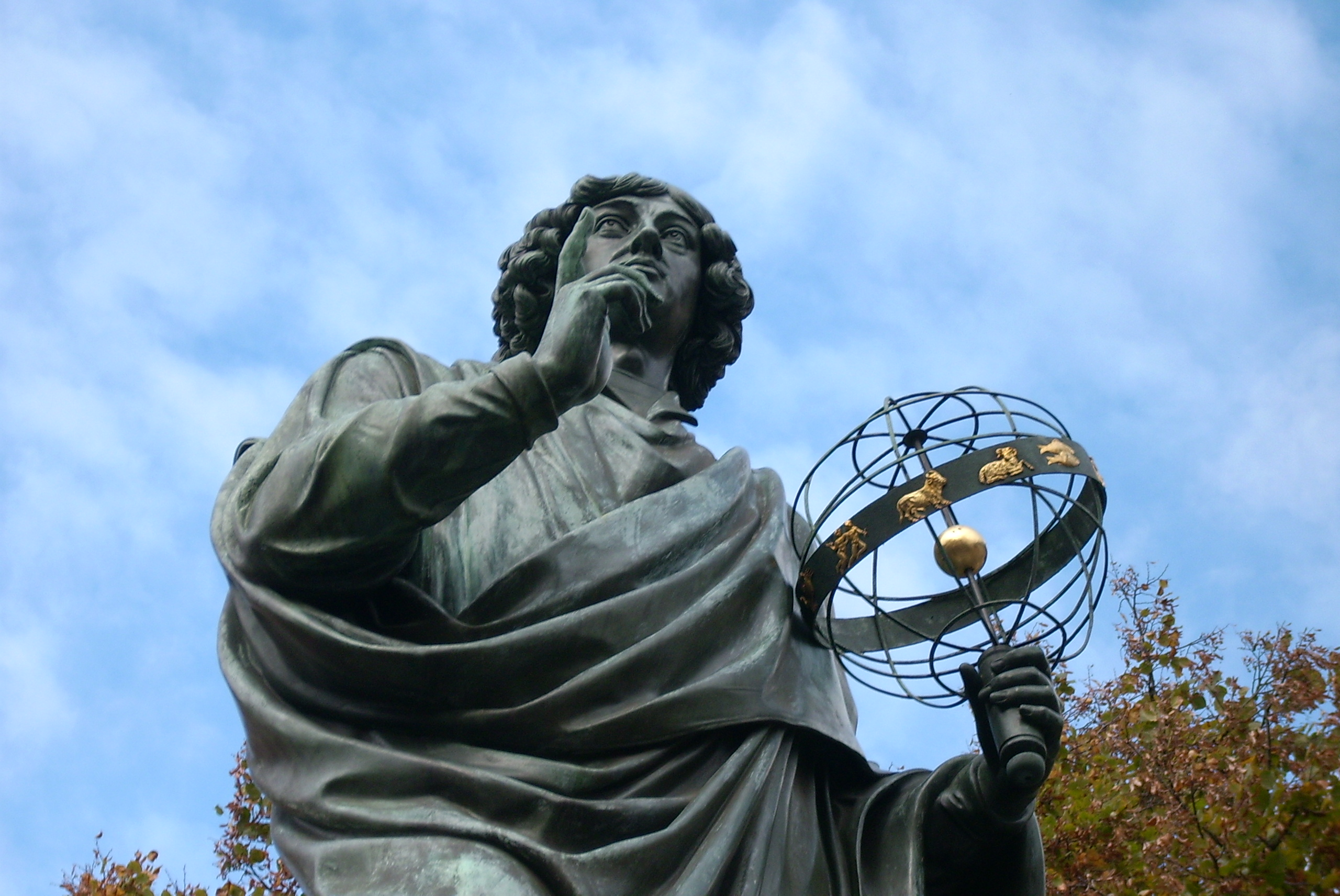
Close-up